# Sanhe (socken i Kina, Shandong)
Sanhe (kinesiska: 三合乡, 三合) är en socken i Kina. Den ligger i provinsen Shandong, i den östra delen av landet, omkring 230 kilometer sydost om provinshuvudstaden Jinan. Antalet invånare är 33192. Befolkningen består av 16 274 kvinnor och 16 918 män. Barn under 15 år utgör 24,0 %, vuxna 15-64 år 64 %, och äldre över 65 år 11,0 %.
Genomsnittlig årsnederbörd är 1 023 millimeter. Den regnigaste månaden är juli, med i genomsnitt 314 mm nederbörd, och den torraste är januari, med 8 mm nederbörd.